# Torre-roja (Torroja del Priorat)
La Torre-roja és l'antiga torre de defensa que donà nom al poble de Torroja del Priorat (Priorat). Està declarada com a bé cultural d'interès nacional.

## Descripció
Està situada al carrer Major i donà nom al lloc. Actualment queden les restes d'una torre de guaita o defensiva bastida amb carreus de gres vermell, de la que en resta únicament part d'un llenç de mur. Adossada hi ha la resta de la presó local, bastida de paredat i amb carreus al llindar de la porta i una finestra. El conjunt és enrunat i en molt mal estat.

## Història
Segons la tradició, la Torre Roja fou la construcció que donà nom al poble i existia ja a l'època romana, encara que el més probable és que el seu origen sigui alt medieval. A l'establiment de la població del segle xiii, aquesta es degué bastir pels voltants de la torre. La seva conversió en presó local és posterior, el que motivà la seva ampliació i condicionament. Degué deixar d'ésser utilitzada el segle passat i s'enrunà progressivament.
Hi ha el projecte, per part de l'Ajuntament, de procedir a la neteja i condicionament de l'indret.